# Якубяк Ярема Васильович

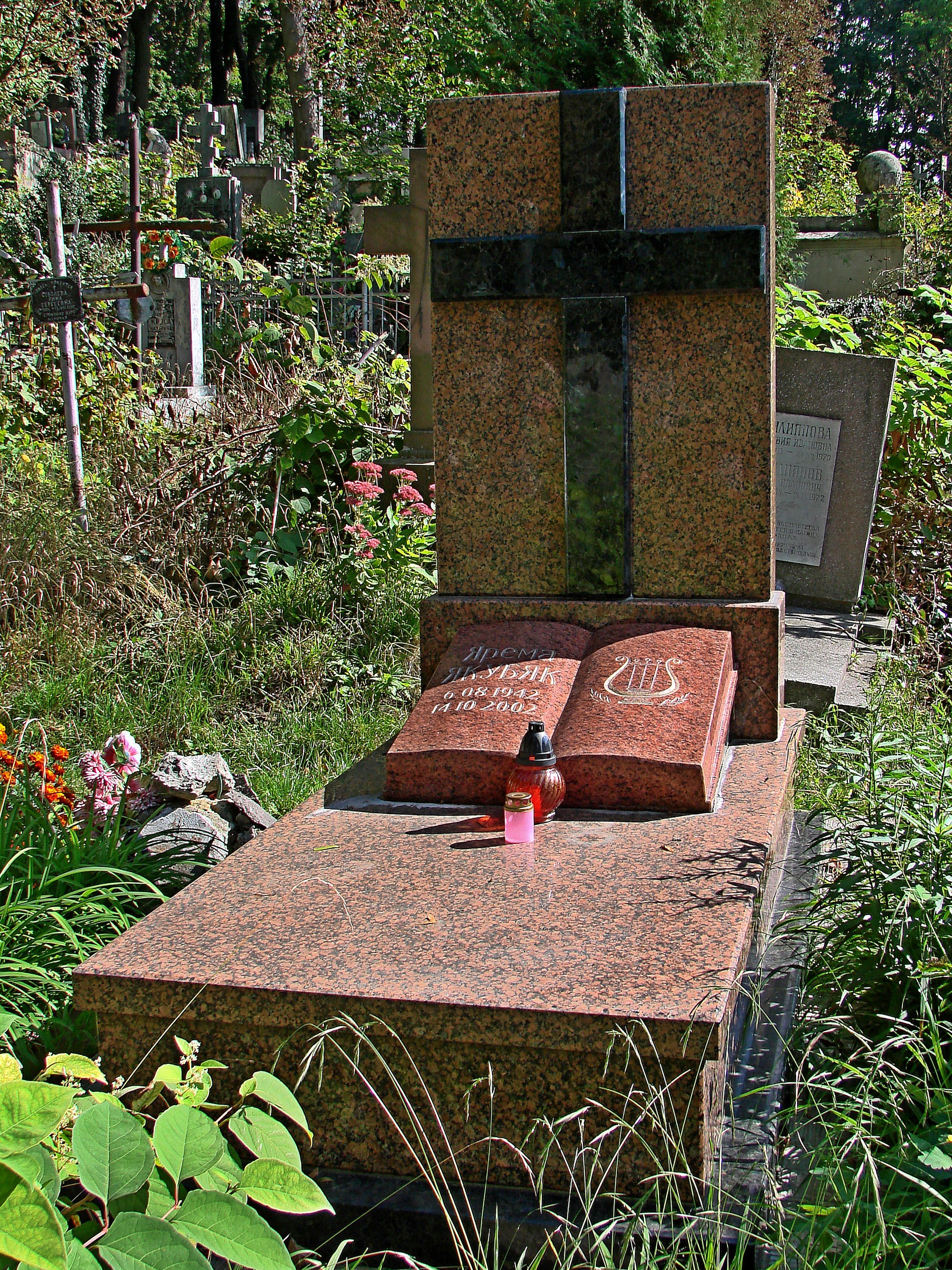

Якубя́к Яре́ма Васи́льович (6 серпня 1942 — 14 жовтня 2002) — музичний критик та науковець, педагог, заслужений діяч мистецтв України, професор Львівської державної музичної академії імені Миколи Лисенка.

## Біографія
Народився у місті Коломия на Станіславівщині (нині Івано-Франківська область) 6 серпня 1942 року. Початкові музичні знання отримав у Коломийській музичній школі, яку закінчив у 1957 році, у 1959 році — завершив навчання у середній школі.
У 1963—1965 рр. — продовжив здобувати музичну освіту на історико-теоретичному факультеті Львівської державної консерваторії ім. Миколи Лисенка.
Протягом 1963—1966 рр. Ярема Васильович викладав музично-теоретичні предмети у Львівській спеціальній музичній школі-інтернаті імені Соломії Крушельницької. Починаючи з 1963 року науковець пов'язує своє життя з Львівською консерваторією, у якій спочатку працював викладачем, тоді старшим викладачем кафедри теорії музики.
1969—1972 — роки навчання Яреми Якубяка в аспірантурі Київської державної консерваторії ім. П. І. Чайковського, у які музиколог завершив та захистив кандидатську дисертацію «Вплив народного багатоголосся на професійну гармонію» під керівництвом кандидата мистецтвознавства Мирослава Скорика.
У 1973 р. — отримав науковий ступінь кандидата мистецтвознавства, а також став доцентом кафедри теорії музики Львівської консерваторії. З 1978 року — член Спілки композиторів України, згодом — відповідальний секретар її львівської організації, у якій Ярема Васильович зайняв активну громадську позицію.
1986—1991 рр. — завідувач кафедри теорії музики Львівської консерваторії.
Протягом 1991—1999 років Якубяк займав посаду проректора з наукової роботи, доклав значних зусиль до навчання та виховання молодих музикологів, допоміг у налагодженні видавництва наукових праць та збірок, активізував концертну діяльність на кафедрах.
У 1993 р. Яремі Васильовичу присудили почесне звання заслуженого діяча мистецтв України, а в 1995 р. — вчене звання професора.
У 1999—2002 рр. — Ярема Якубяк на посаді докторанта Національної музичної академії України ім. П. І. Чайковського, де вчений завершив монографію «Микола Лисенко та Станіслав Людкевич».
Помер Ярема Васильович 14 жовтня 2002 року.Похований на 33 полі Личаківського цвинтаря.
|  | «Добре знаючи його впродовж багатьох років, я завжди дивувався його працездатності, активності, нестандартності думок і, разом з тим, величезній скромності та критичним відношенням до своєї творчої праці» - згадує Мирослав Скорик. |

## Музикознавчі праці
Музикознавчі праці Яреми Якубяка можна поділити на дві категорії:
1) практичні та теоретичні підручники, розраховані на учнів та студентів — «Деякі вправи з сольфеджіо» та «Аналіз музичних творів (музичні форми)»
2) монографічні дослідження («Микола Лисенко і Станіслав Людкевич») та статті, присвячені постатям відомих композиторів, які цікавили митця, зокрема Борис Лятошинський, Мирослав Скорик, Микола Колесса.

## Монографія «Микола Лисенко та Станіслав Людкевич»
Серед усього різноманіття численних книг, статей та підручників Яреми Васильовича особливо варто виділити його чи не найбільш монументальну працю — монографію «Микола Лисенко та Станіслав Людкевич».
|  | «Незважаючи на більш, ніж скромну назву, в ній розкривається широка панорама зародження й розвитку свідомо національного спрямування композиторської творчості на його ранньому етапі, пов’язаному з естетикою романтизму» - писав Юрій Булка. |

Праця складається з п'яти розгорнених розділів:
1. «Загальні основи та характеристики творчості», у яких науковець торкається питань національної свідомості композиторів, значення індивідуальності у творчості, традиціоналізму та новаторства, жанрової характеристики творчості М.Лисенка та С.Людкевича.
2. «Діастематика» — один з найважливіших розділів книги, у якому Ярема Васильович досліджує структурні елементи мелодії та ладово-характерні мелодичні звороти у творчості обох композиторів, порівнюючи їх із зразками європейської музики.
3. «Ритмічний аспект».
4. Розділ, присвячений співвідношенню між поезією та її музичним втіленням — «Слово та музика».
5. «З приводу питань інтерпретації» — висвітлені такі проблеми, як інтерпретація та композиторський стиль, звукозображальність та натуралізм, якісні характеристики музичного звуку.
Монографія Яреми Якубяка була видана вже після смерті автора, у 2003 році НТШ ім. Шевченка завдяки наполегливій праці музикознавчині Надії Пузанкової, яка завершила те, що на жаль не встиг зробити Ярема Васильович.
Книга «Микола Лисенко та Станіслав Людкевич» залишається актуальною і в сучасному музикознавстві, адже охоплює не лише питання стилю та музичної мови двох видатних українських композиторів, але й проблем національної свідомості митців у контексті європейської музичної культури.